# 戈羅季尼
50°50′41″N 25°2′13″E / 50.84472°N 25.03694°E
戈羅季尼（烏克蘭語：Городині），是烏克蘭的村落，位於該國西部沃倫州，由盧茨克區負責管轄，始建於1545年，面積1.16平方公里，海拔高度201米，2001年人口296，人口密度每平方公里255.17人。